# Viborgs läns kavalleriregemente
Viborgs läns kavalleriregemente var ett kavalleriförband inom svenska armén som verkade i olika former åren 1632–1721. Förbandet var från 1690-talet indelt och rekryterade i huvudsak sitt manskap från Karelen, Finland.

## Historia
Regementet härstammar från Karelska ryttarna, uppsatta 1618. Uppsatt 1632 som Viborgs läns kavalleriregemente och blev på 1690-talet indelt. I 1634 års regeringsform benämns regementet som ”Karelens ryttare i Viborgs och Nyslotts län”. Regementet överfördes våren 1700 till Livland och kom där att ingå i Wellingks avdelning. Senare ingick de i Schlippenbachs armé. Regementet ingick från 1704 i general Lewenhaupts kår som sommaren 1708 tågade genom Litauen för att ansluta sig till den svenska huvudhären i Ukraina. Efter slaget vid Poltava den 28 juni 1709 var regementet med i kapitulationen vid Perevolotjna några dagar senare. År 1700 hade ett fördubblingsregemente, Viborgs läns fördubblingskavalleriregemente, satts upp och detta förband övertog från 1709 funktionen som ordinarie regemente och tillhörde därefter armén i Finland. Regementet deltog i det norska fälttåget 1718 där de ingick i general Armfeldts avdelning om 7 500 man som i augusti 1718 gick in i Norge från Jämtland. I 1721 års fred i Nystad erhöll Ryssland större delen av Viborgs län. Återstoden av den svenska delen av länet döptes då om till Kymmenegårds län. I och med att stora delar av Viborgs län blev ryskt försvann 270 rusthåll för regementet. Då regementets nu enbart räknade 730 nummer formerades de på 6 kompanier.

## Ingående enheter
Kompanier vid Viborgs läns kavalleriregemente.

- Livkompaniet
- Överstelöjtnantens kompani
- Majorens kompani
- Övre Savolax kompani
- Nedre Savolax kompani
- Lappvesi kompani
- Veckelax kompani
- Eurepä kompani

## Förbandschefer
- 1632–1648: Otto Yxkull
- 1648–1648: Berndt Taube
- 1648–1659: Erik Kruse
- 1659–1659: Erik Pistolhjelm
- 1660–1661: Berndt Taube
- 1662–1662: Erik Pistolhjelm
- 1663–1667: Berndt Taube
- 1668–1670: Erik Pistolhjelm
- 1670–1674: Odert Hastfehr
- 1674–1675: Berndt Taube
- 1675–1676: Gotthard Johan von Budberg
- 1676–1682: Bernhard Mellin
- 1682–1695: Fritz Wachtmeister
- 1695–1700: Hans Henrik Rehbinder   †
- 1700–1700: Johan Ribbing   †
- 1701–1701: Didrik Fredrik Patkull
- 1701–1702: Mauritz Fredric Wrangel
- 1702–1708: Herman Johan von Burghausen   †
- 1708–1709: Lorentz Löschern von Hertzfelt  (tillfångatagen)
- 1709–1712: Carl Gustaf Armfeldt
- 1712–1714: Jakob Danielsson   †
- 1719–1721: Berndt Wilhelm von Rehbinder

## Namn, beteckning och förläggningsort
| Viborgs läns kavalleriregemente | 1632-??-?? | – | 1709-07-01 |
| Viborgs läns kavalleriregemente | 1709-??-?? | – | 1721-??-?? |

|  |  | – |